# Shinkansen Serie 100
El Shinkansen Serie 100 (100系 Hyaku-kei?) era un tipo de tren de alta velocidad japonés que operó entre 1985 y 2012 en las líneas Tōkaidō Shinkansen y Sanyō Shinkansen. Se introdujeron después de los trenes de la Serie 200, pero su numeración es debida a que en aquella época los Ferrocarriles Nacionales Japoneses (JNR) asignaban números de centenas pares a los tipos de Shinkansen que operaban al este de Tokio, y números impares a los del oeste de Tokio, por lo que se les asignó el siguiente número de centena impar en serie después del 0, el número 100. Las últimas unidades de este tipo se retiraron del servicio el 16 de marzo de 2012.

## Diseño

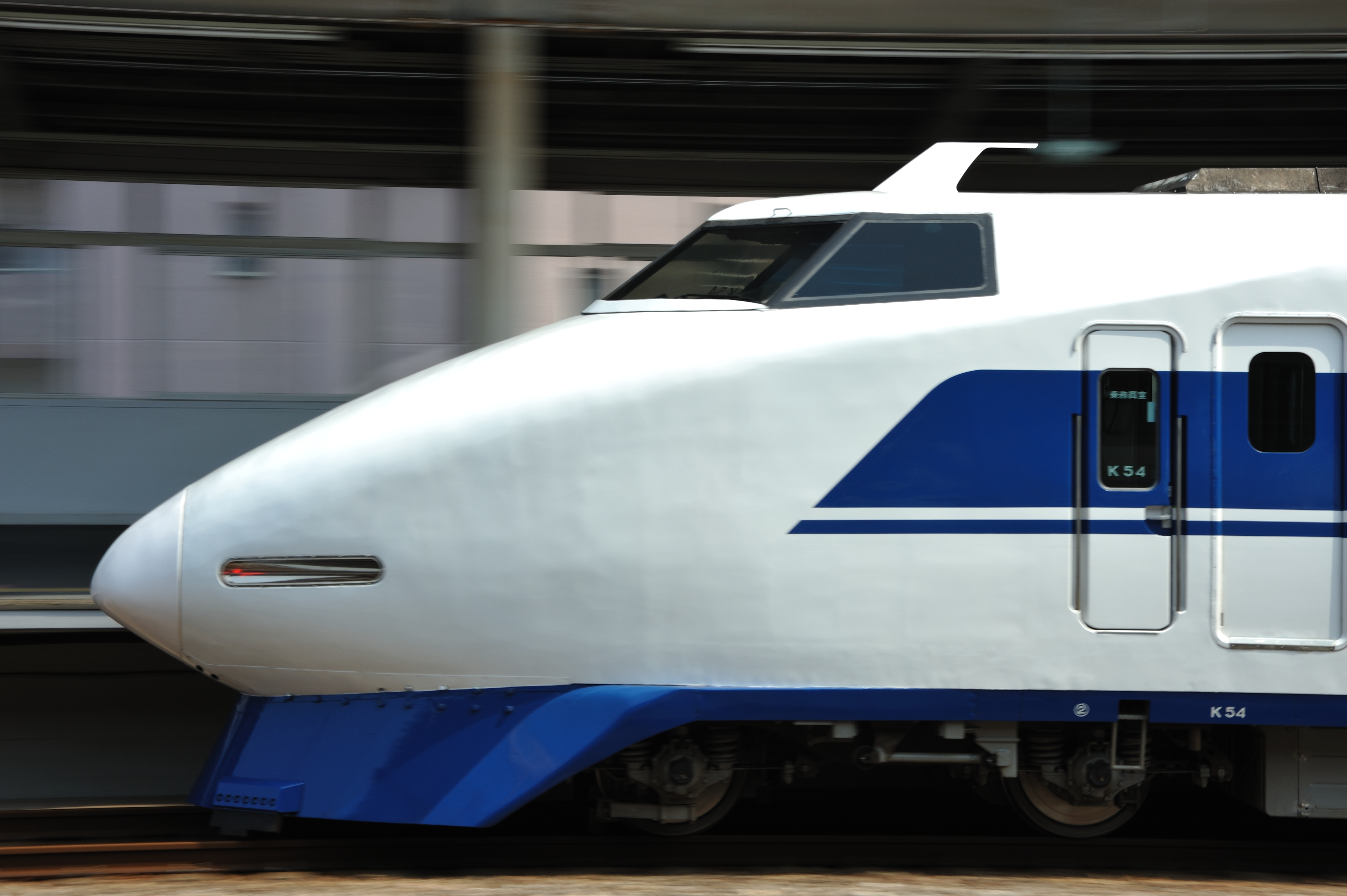
El diseño de la Serie 100 fue conocido como "nariz de tiburón"

Se diferenciaban visiblemente de la Serie 0 anterior en que el perfil de la nariz era más puntiagudo. Otra diferencia menos obvia con los trenes de 16 unidades era que no todos los coches tenían motor: los coches de cada extremo no estaban motorizados, al igual que los dos coches centrales de dos niveles. Algunas composiciones de producción en serie posteriores tenían coches cabeceros motorizados y cuatro coches remolcados de dos niveles sin motor en el centro del tren. Los coches remolque de dos niveles contenían una combinación de coche restaurante y compartimentos de primera clase, o asientos de primera clase en planta abierta y compartimentos de primera clase, o asientos de primera clase de planta abierta y coche bar.
La librea externa era blanca (Blanco No. 3) y azul (Azul No. 20).
Después de su eliminación de los servicios de primera línea, los trenes de la Serie 100 se reformaron más tarde en composiciones más cortas de cuatro y seis coches para los servicios más lentos Kodama en la línea Sanyo Shinkansen. Estos trenes de cuatro y seis coches no tenían unidades de dos pisos.

## Variantes

### Tren de preserie
Originalmente numerado como X0, el tren de preserie X1 se entregó en 1985, y las pruebas comenzaron el 27 de marzo de ese año. Comenzó sus pruebas de evaluación en los servicios de pasajeros Hikari a partir del 1 de octubre de 1985. Esta unidad se diferenciaba externamente de las unidades de producción posteriores por tener pequeñas ventanas alineadas con cada zona de asientos, así como una disposición de faros inclinados. El Coche Verde tipo 116 (primera clase) dispuesto inicialmente como la unidad 10 de la composición incluía un compartimento de dos asientos y dos de un solo asiento, que se eliminaron cuando el tren se modificó al estándar de producción en serie en 1986.
El tren X0 se formó como se muestra a continuación, con el coche 1 en el extremo de Hakata.
| Coche No.    | 1        | 2        | 3        | 4        | 5        | 6        | 7        | 8        | 9        | 10       | 11       | 12       | 13       | 14       | 15       | 16       |
| ------------ | -------- | -------- | -------- | -------- | -------- | -------- | -------- | -------- | -------- | -------- | -------- | -------- | -------- | -------- | -------- | -------- |
| Denominación | Tc       | M'       | M        | M'       | M        | M'       | M5       | TDD      | TsD      | Ms'      | M7       | M'       | M        | M'       | M        | T'c      |
| Numeración   | 123-9001 | 126-9001 | 125-9001 | 126-9002 | 125-9002 | 126-9003 | 125-9501 | 168-9001 | 149-9001 | 116-9001 | 125-9701 | 126-9004 | 125-9003 | 126-9005 | 125-9004 | 124-9001 |

El conjunto X1 se retiró en marzo de 2000.

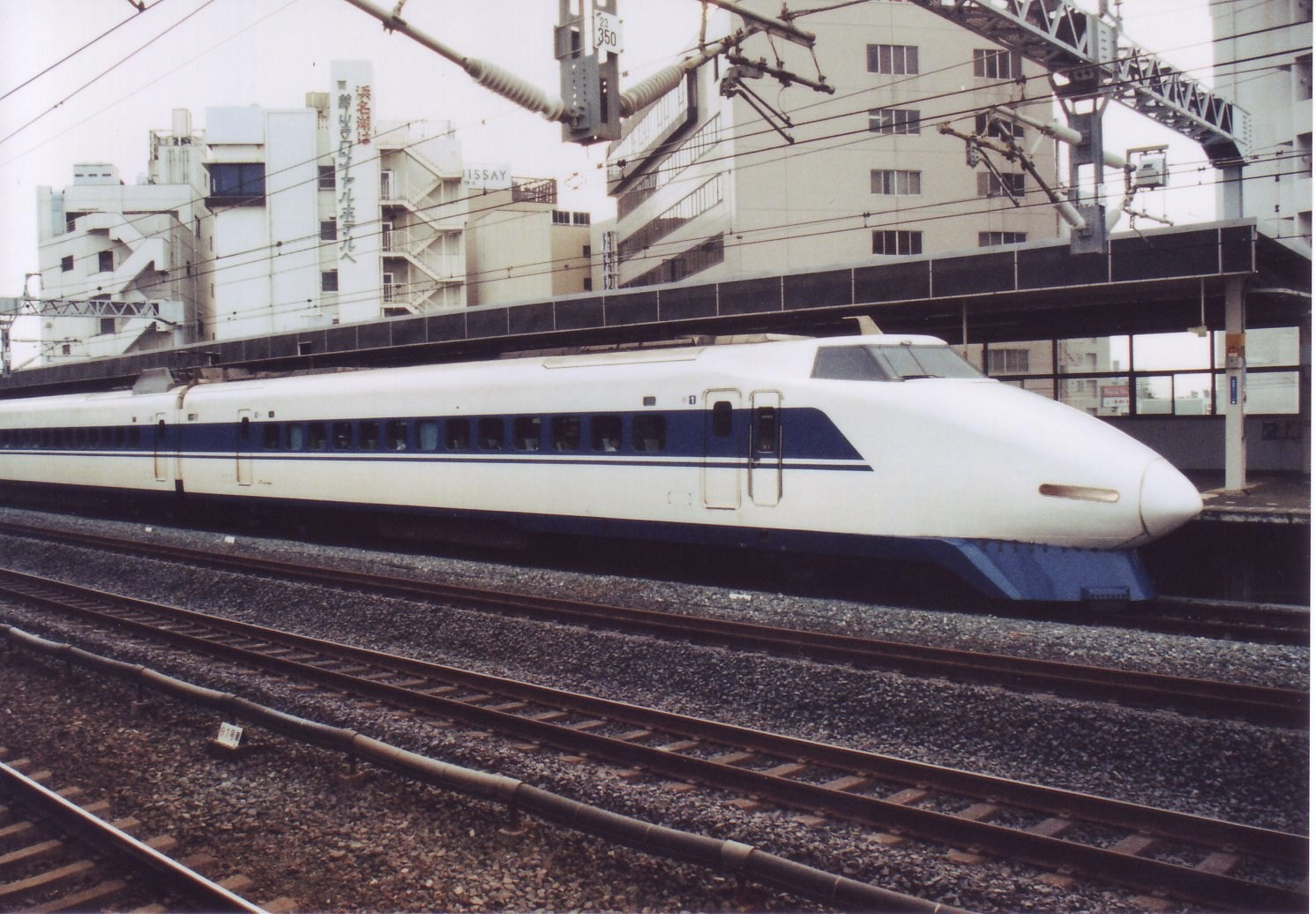
Unidad X1 de preserie en un servicio Kodama en octubre de 1998
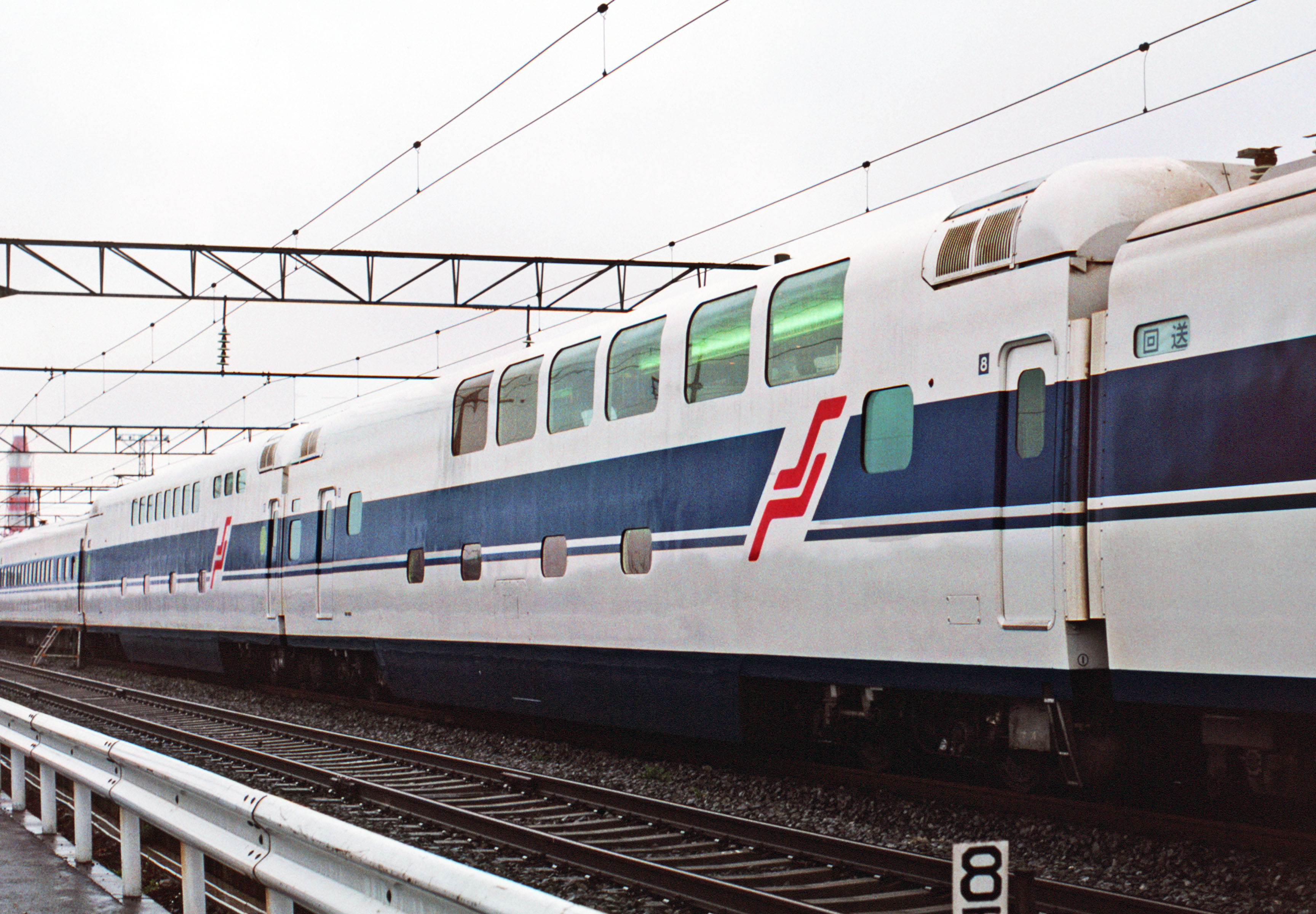
Coche restaurante de dos niveles 168-9001 con con el logotipo original "NS" ("Nuevo Shinkansen") en septiembre de 1985
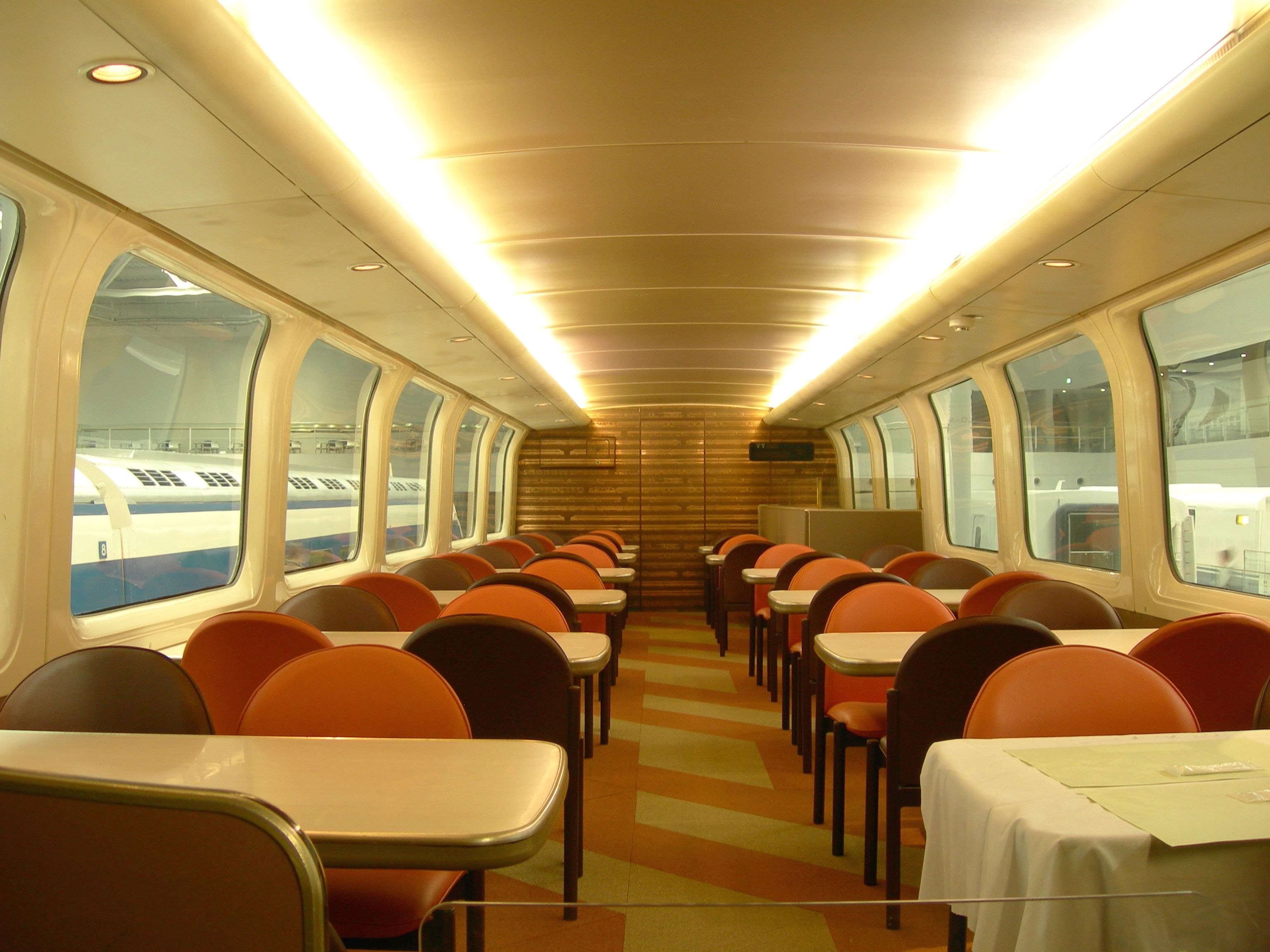
Interior del coche restaurante de dos niveles 168-9001, conservado en el SCMaglev y Parque del Ferrocarril en abril de 2011

### Tren X de 16 coches

Tren X3 en 1987

Después de las pruebas de evaluación de pasajeros con el conjunto X1 de preserie, se construyeron un total de siete conjuntos X para usar en los servicios Hikari de los Shinkansen Tokaido y Sanyo. Las primeras cuatro unidades de producción entraron en servicio el 13 de junio de 1986 como conjuntos de 12 coches sin unidades de dos niveles, numerados G1 a G4, y se utilizaron en los servicios Kodama de Tokaido hasta octubre del mismo año. Estos conjuntos se formaron como se muestra a continuación.
| Coche No.    | 1   | 2   | 3   | 4   | 5       | 6   | 7       | 8   | 9   | 10  | 11  | 12  |
| ------------ | --- | --- | --- | --- | ------- | --- | ------- | --- | --- | --- | --- | --- |
| Denominación | Tc  | M'  | M   | M'  | M7      | M'  | M5      | Ms' | M   | M'  | M   | T'c |
| Numeración   | 123 | 126 | 125 | 126 | 125-700 | 126 | 125-500 | 116 | 125 | 126 | 125 | 124 |

Los coches 2, 4, 6, 8 y 10 estaban equipados con pantógrafos de cruceta.
Posteriormente, estas unidades se volvieron a numerar como trenes de 16 coches X2 a X5 con la inclusión de coches de remolque de dos niveles, y se introdujeron en los servicios Hikari a partir de noviembre de 1986.
La diferencia notable con respecto a los diseños shinkansen anteriores (Serie 0 y Serie 200) fue la inclusión de dos coches de remolque de dos niveles en el centro de la formación. El coche tipo 168 tenía un área de restaurante en el piso superior con instalaciones de cocina y un pequeño mostrador de bufé en el piso inferior. El coche tipo 149 adyacente disponía de compartimentos privados para pasajeros de la Clase Verde en el piso inferior, con alojamiento para más plazas de la Clase Verde de planta abierta en el piso superior.
A partir de marzo de 1998, los juegos X se redistribuyeron a los servicios de Tokaido Kodama. Los coches restaurante ya no se utilizaron y posteriormente se eliminaron sus accesorios. La flota de trenes X contenía a los miembros más antiguos de la flota de la Serie 100, y las primeras bajas comenzaron en agosto de 1999. Desde el nuevo cambio de horario del 2 de octubre de 1999, los trenes X ya no se asignaron a servicios regulares, y las unidades restantes se limitaron posteriormente a operar como trenes de refuerzo en periodos vacacionales. Las últimas unidades restantes se retiraron en abril de 2000.

#### Composiciones
Los conjuntos X de 16 coches se formaron de la siguiente manera.
| Coche No.            | 1   | 2   | 3   | 4   | 5   | 6   | 7       | 8   | 9   | 10  | 11      | 12  | 13  | 14  | 15  | 16  |
| -------------------- | --- | --- | --- | --- | --- | --- | ------- | --- | --- | --- | ------- | --- | --- | --- | --- | --- |
| Denominación         | Tc  | M'  | M   | M'  | M   | M'  | M5      | TDD | TsD | Ms' | M7      | M'  | M   | M'  | M   | T'c |
| Numeración           | 123 | 126 | 125 | 126 | 125 | 126 | 125-500 | 168 | 149 | 116 | 125-700 | 126 | 125 | 126 | 125 | 124 |
| Capacidad (asientos) | 65  | 100 | 90  | 100 | 90  | 100 | 80      | 44  | 56  | 68  | 73      | 100 | 90  | 100 | 90  | 75  |

Los coches 2, 6 y 12 estaban equipados con pantógrafos de cruceta. Los pantógrafos de los coches 4, 10 y 14 se eliminaron en 1995.

### Tren G de 16 coches

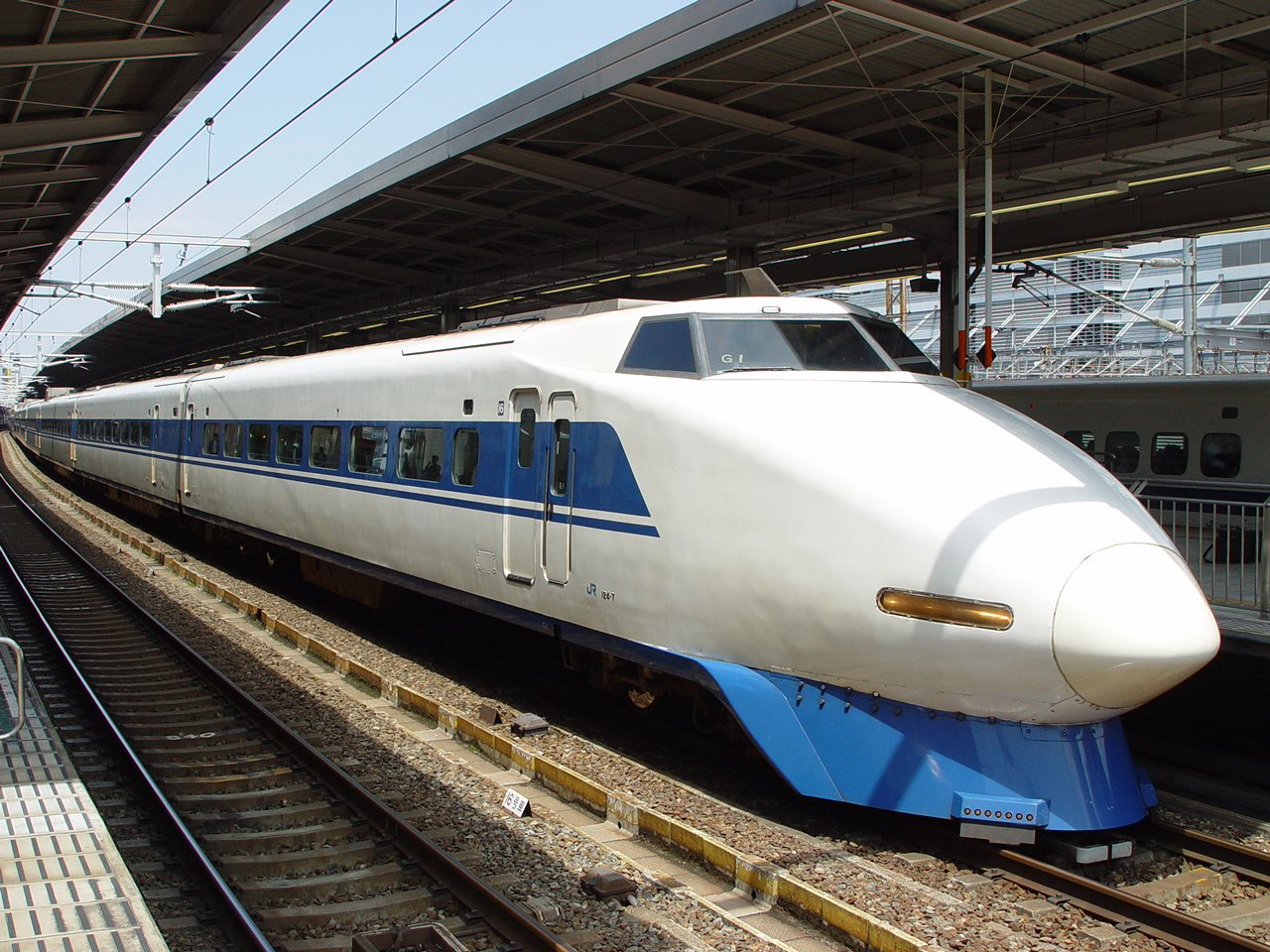
Tren JR-West G1 en un servicio Kodama en mayo de 2003

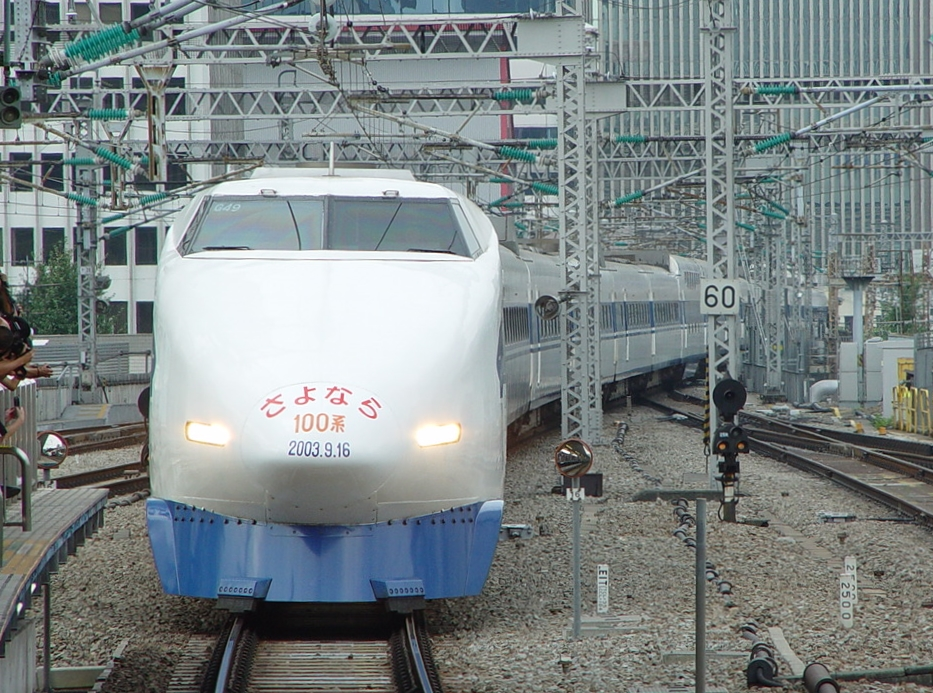
El JR Central hizo circular la composición G49 en el último día de operaciones de la Serie 100 en el Tokaido Shinkansen en septiembre de 2003

Los trenes G se clasificaron oficialmente como Serie 100, y se construyeron 50 unidades a partir de 1988. Se diferenciaban de los conjuntos X iniciales en que tenían un coche remolcado (sin motorizar) de dos pisos tipo 148 en lugar del coche restaurante tipo 168. Este tenía espacio para viajeros de la Clase Green de planta abierta en el piso superior y un área de cafetería en el piso inferior. Si bien originalmente se usaban exclusivamente en los servicios Hikari, en años posteriores, estas unidades se vieron más comúnmente en los servicios Tokaido Kodama. Los últimos trenes, propiedad de la Central Japan Railway Company y de la West Japan Railway Company se retiraron del servicio en septiembre de 2003, antes del inicio del nuevo calendario del Tokaido Shinkansen en octubre siguiente.

#### Composiciones
Los conjuntos G de 16 coches se formaron de la siguiente manera.
| Coche No.            | 1   | 2   | 3   | 4   | 5   | 6   | 7       | 8   | 9   | 10  | 11      | 12  | 13  | 14  | 15  | 16  |
| -------------------- | --- | --- | --- | --- | --- | --- | ------- | --- | --- | --- | ------- | --- | --- | --- | --- | --- |
| Denominación         | Tc  | M'  | M   | M'  | M   | M'  | M5      | TsD | TsD | Ms' | M7      | M'  | M   | M'  | M   | T'c |
| Numeración           | 123 | 126 | 125 | 126 | 125 | 126 | 125-500 | 148 | 149 | 116 | 125-700 | 126 | 125 | 126 | 125 | 124 |
| Capacidad (asientos) | 65  | 100 | 90  | 100 | 90  | 100 | 80      | 42  | 58  | 68  | 73      | 100 | 90  | 100 | 90  | 75  |

Los coches 2, 6 y 12 estaban equipados con pantógrafos de cruceta.

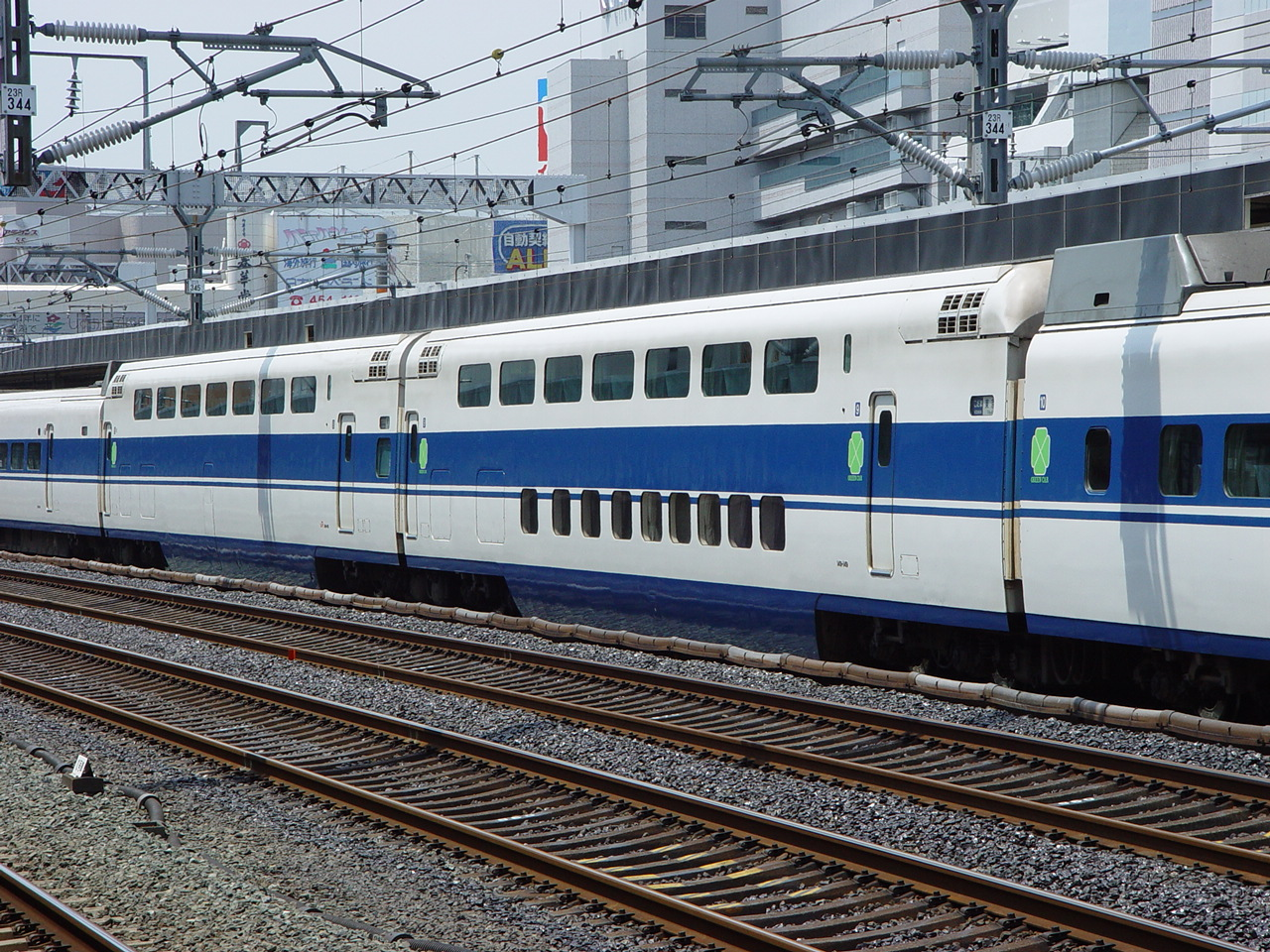
Coches binivel 8 y 9 del tren G49 en abril de 2003

### Tren V de 16 coches (Serie 100-3000)

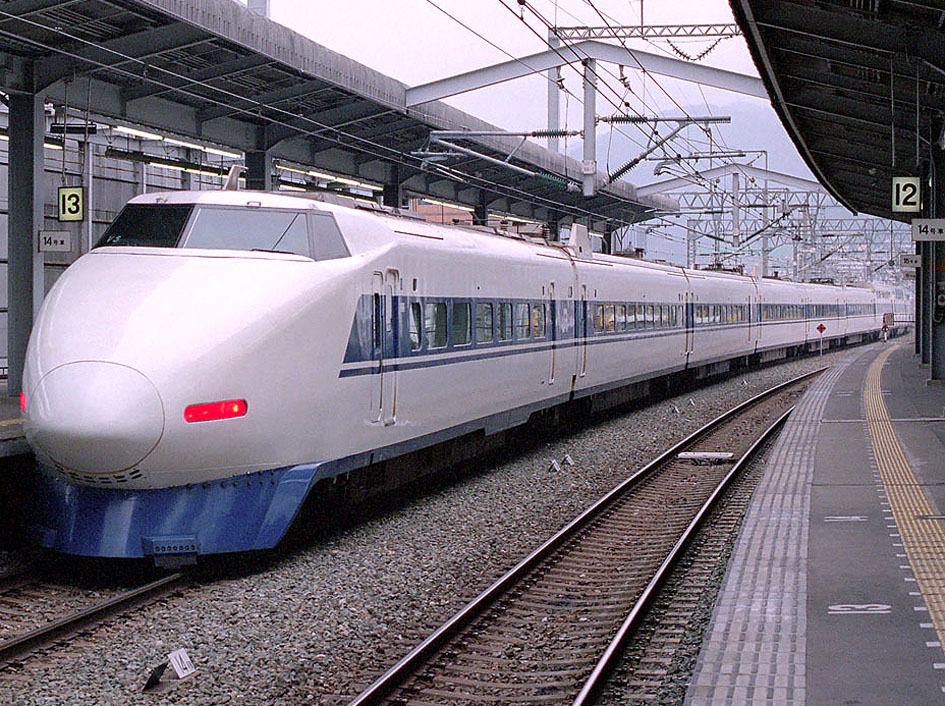
Tren V5 en un servicio Grand Hikari

Los nueve trenes V (también denominados "100N") operados por la West Japan Railway Company incluían cuatro coches remolcados de dos niveles, que disponían de asientos reservados para la Clase Estándar en disposición 2+2 en los pisos inferiores, y alojamiento de restaurante y para la Clase Verde en los pisos superiores. Estos conjuntos originalmente funcionaban con el nombre comercial de Grand Hikari, pero desde mayo de 2002 en adelante se limitaron a su uso únicamente en el Sanyo Shinkansen. Los coches restaurante de estas unidades fueron dados de baja a partir de marzo de 2000. Dos juegos V (V1, V6) se reformaron como nuevos juegos P de 4 coches en 2000 para reemplazar a los antiguos trenes de la Serie 0 R en los servicios Sanyo Shinkansen Kodama, y los conjuntos restantes se utilizaron posteriormente para aprovechar algunos de sus coches a medida que se retiraban. El último conjunto operativo, el V2 (con cuatro coches remolcados de dos niveles del tren V9), se retiró después de usarse en recorridos especiales del Sayonara Grand Hikari en noviembre de 2002.

#### Composiciones
Los conjuntos del tipo V de 16 coches se formaron de la siguiente manera.
| Coche No.            | 1        | 2        | 3        | 4        | 5        | 6        | 7        | 8        | 9        | 10       | 11       | 12       | 13       | 14       | 15       | 16       |
| -------------------- | -------- | -------- | -------- | -------- | -------- | -------- | -------- | -------- | -------- | -------- | -------- | -------- | -------- | -------- | -------- | -------- |
| Denominación         | Mc       | M'       | M        | M'       | M8       | M'       | TsD      | TDD      | TsD      | T'sD     | M7       | M'       | M        | M'       | M        | M'c      |
| Numeración           | 121-3000 | 126-3000 | 125-3000 | 126-3000 | 125-3000 | 126-3000 | 179-3100 | 168-3000 | 179-3700 | 178-3000 | 125-3700 | 126-3000 | 125-3000 | 126-3000 | 125-3000 | 122-3000 |
| Capacidad (asientos) | 65       | 100      | 90       | 100      | 90       | 100      | 80       | 44       | 58       | 68       | 73       | 100      | 90       | 100      | 90       | 75       |

Los coches 4, 6, 12 y 14 estaban equipados con pantógrafos de cruceta.

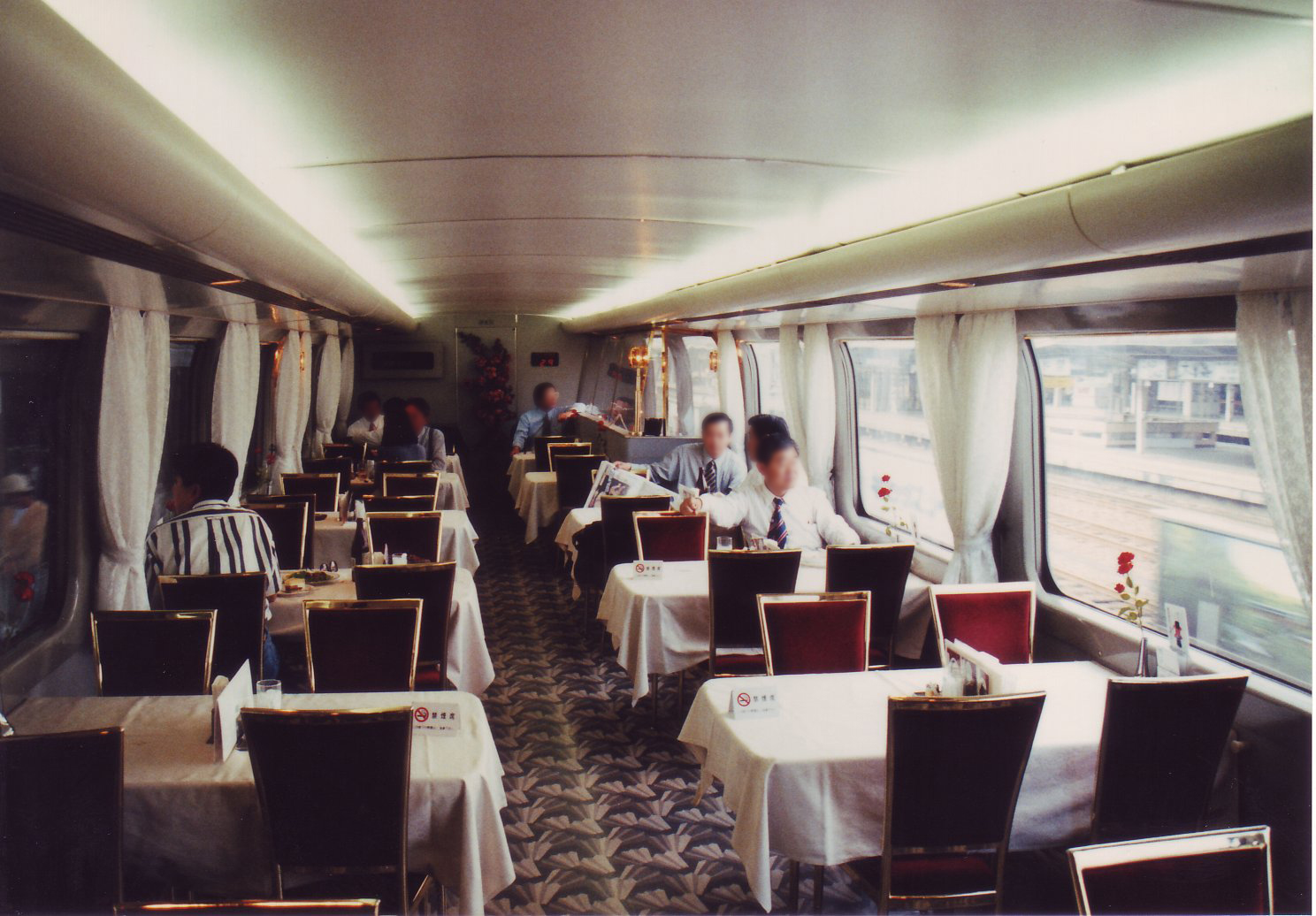
Vista interior del coche restaurante 168-3000 en julio de 1999

### Tren P de 4 coches

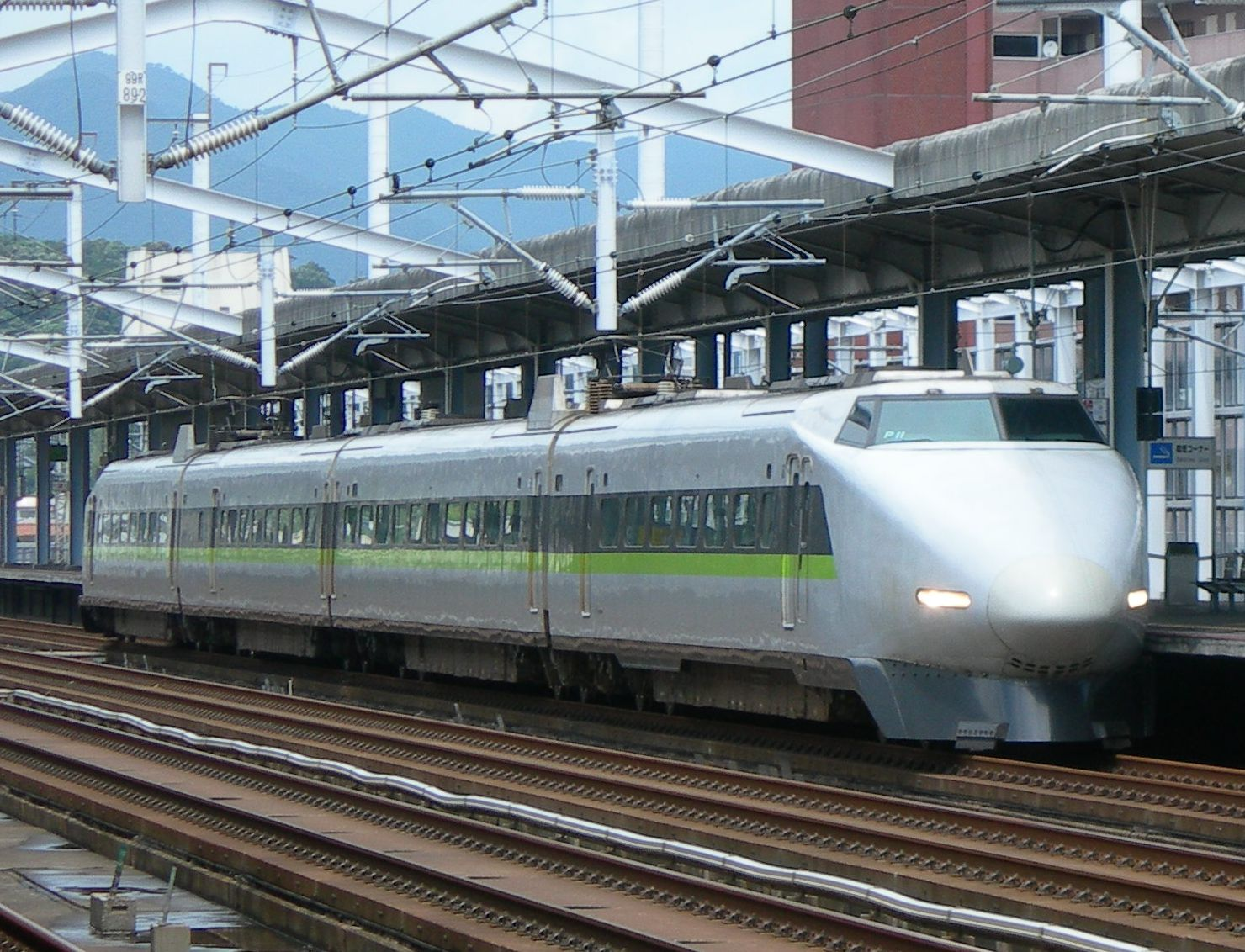
Tren P11 con la librea del JR-Oeste "Kodama" en agosto de 2009

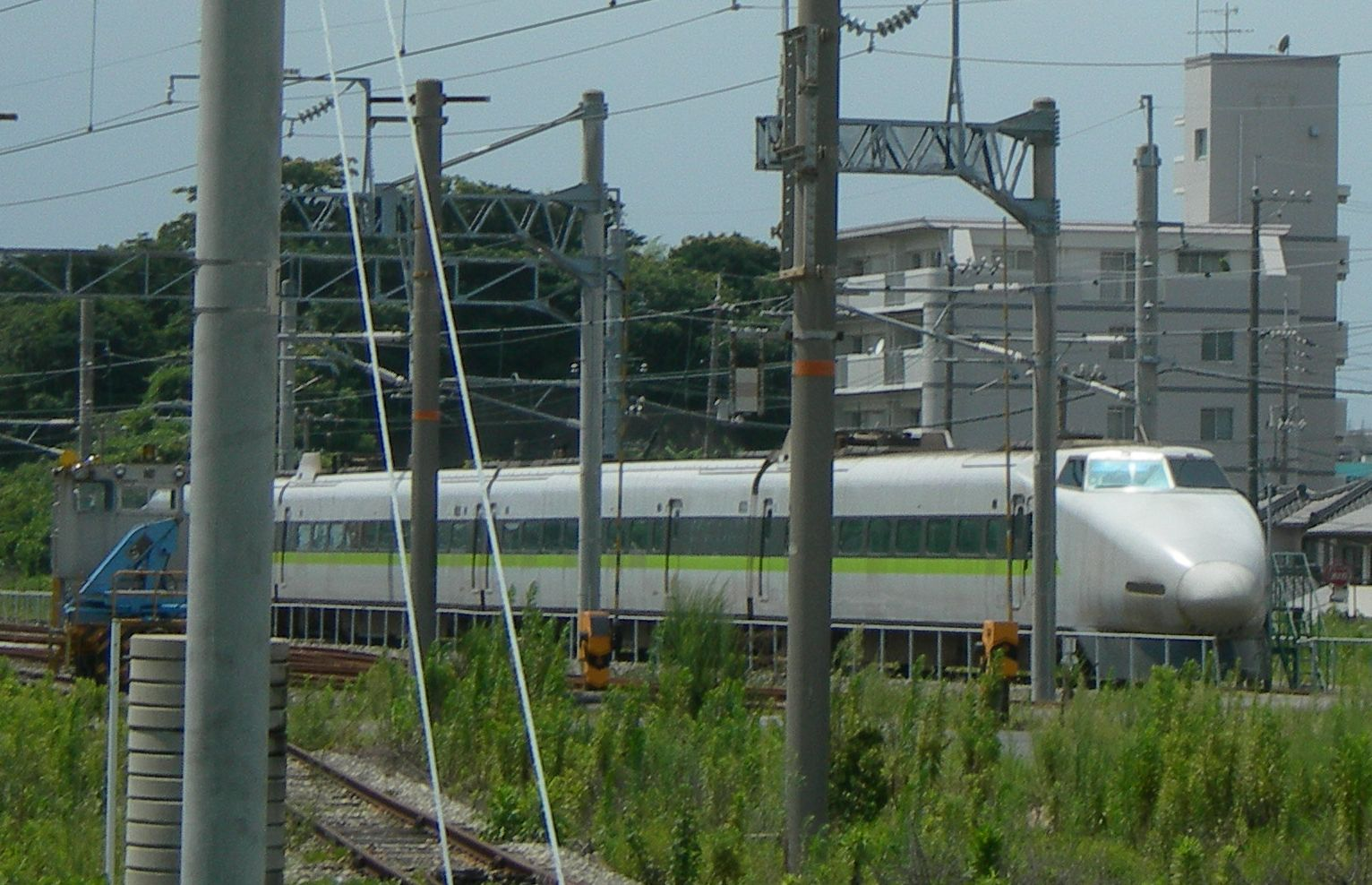
Tren JR-Oeste P2 en Shimonoseki en agosto de 2009

El primero de los dos trenes P reformados de 4 coches se introdujo en los servicios Kodama del Sanyo Shinkansen a partir de octubre de 2000. El P1 se reformó a partir del conjunto V1, con los motores de tracción en los dos coches extremos (renumerados en la serie -5000) reemplazados por los de los coches JR-West G excedentes. El P2 se reformó a partir de la composición V6 en octubre de 2000. Los conjuntos posteriores P3 y P4 se formaron en 2001 al trasplantar las secciones de cabina de los coches excedentes del conjunto G sin motor a coches intermedios con motor renumerados en las series 121-5050 y 122-5050. El conjunto P1 fue el primero en ser repintado con la nueva librea "verde fresco" Kodama del JR-West, en agosto de 2002, y toda la flota de doce trenes (numerados del P1 al P12) había sido tratada de manera similar en marzo de 2005.

#### Composiciones
| Coche No.            | 1        | 2        | 3        | 4        |
| -------------------- | -------- | -------- | -------- | -------- |
| Denominación         | Mc       | M'       | M7       | M'c      |
| Numeración           | 121-5000 | 126-3000 | 125-3700 | 122-5000 |
| Capacidad (asientos) | 52       | 80       | 58       | 60       |

Los coches 2 y 4 estaban equipados con pantógrafos de cruceta.

#### Interior
Los tres primeros conjuntos (P1 a P3) se renovaron en febrero y marzo de 2002 con asientos en disposición 2+2 utilizando los antiguos asientos de los trenes West Hikari. Los conjuntos del P4 en adelante (formados en agosto de 2001) tuvieron asientos 2+2 desde el principio.

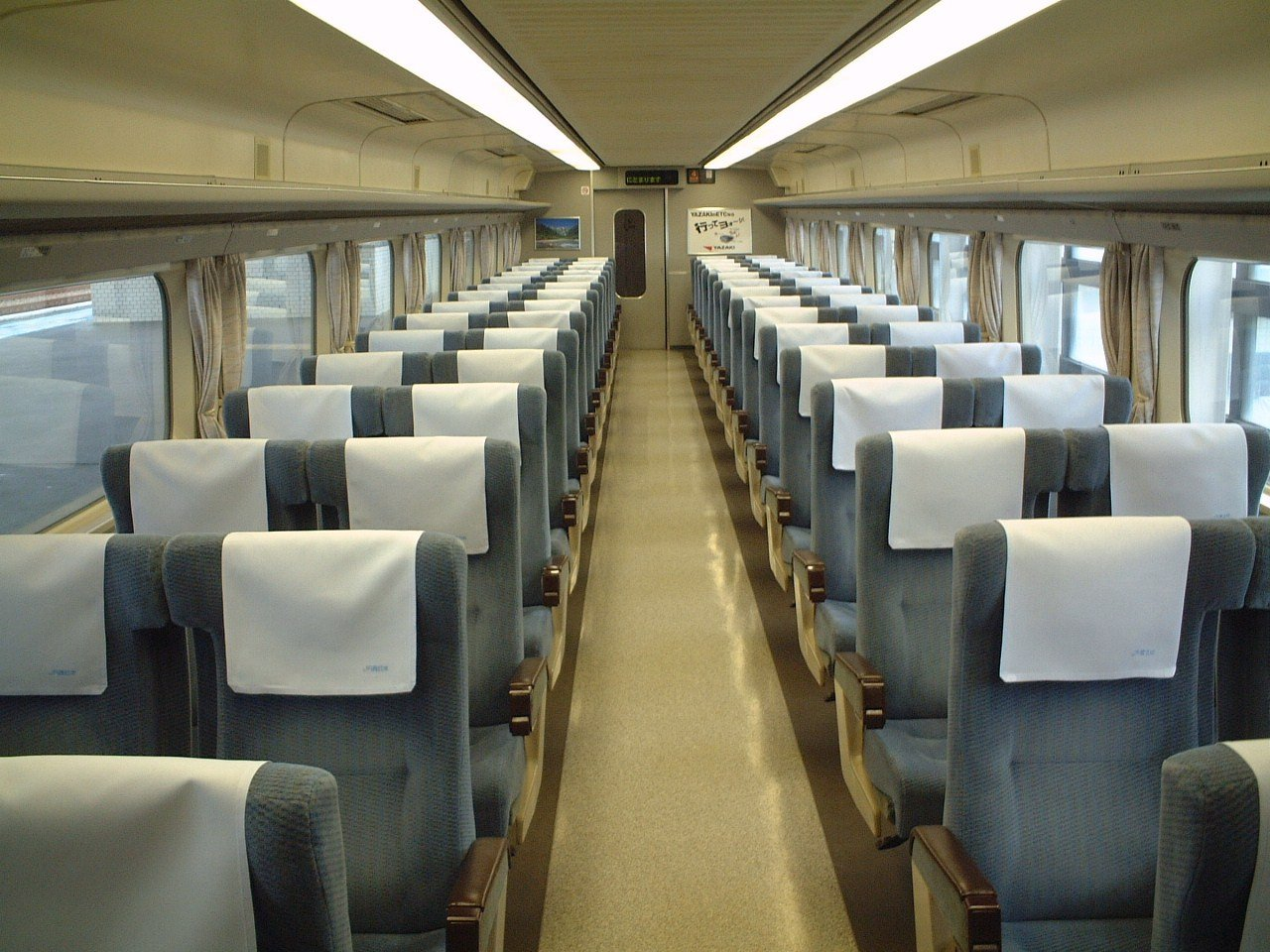
Interior de una composición P5 con asientos 2+2 (mayo de 2002)

El conjunto P2 se retiró el 9 de febrero de 2009, y se trasladó al centro de formación del JR-Oeste en Shimonoseki, donde reemplazó al antiguo conjunto Q3 de la Serie 0 como conjunto estático para la preparación del personal de a bordo. El cometido del conjunto P2 como tren de formación finalizó en marzo de 2013.

Los últimos equipos P en servicio se retiraron el 11 de marzo de 2011.

### Tren K de 6 coches

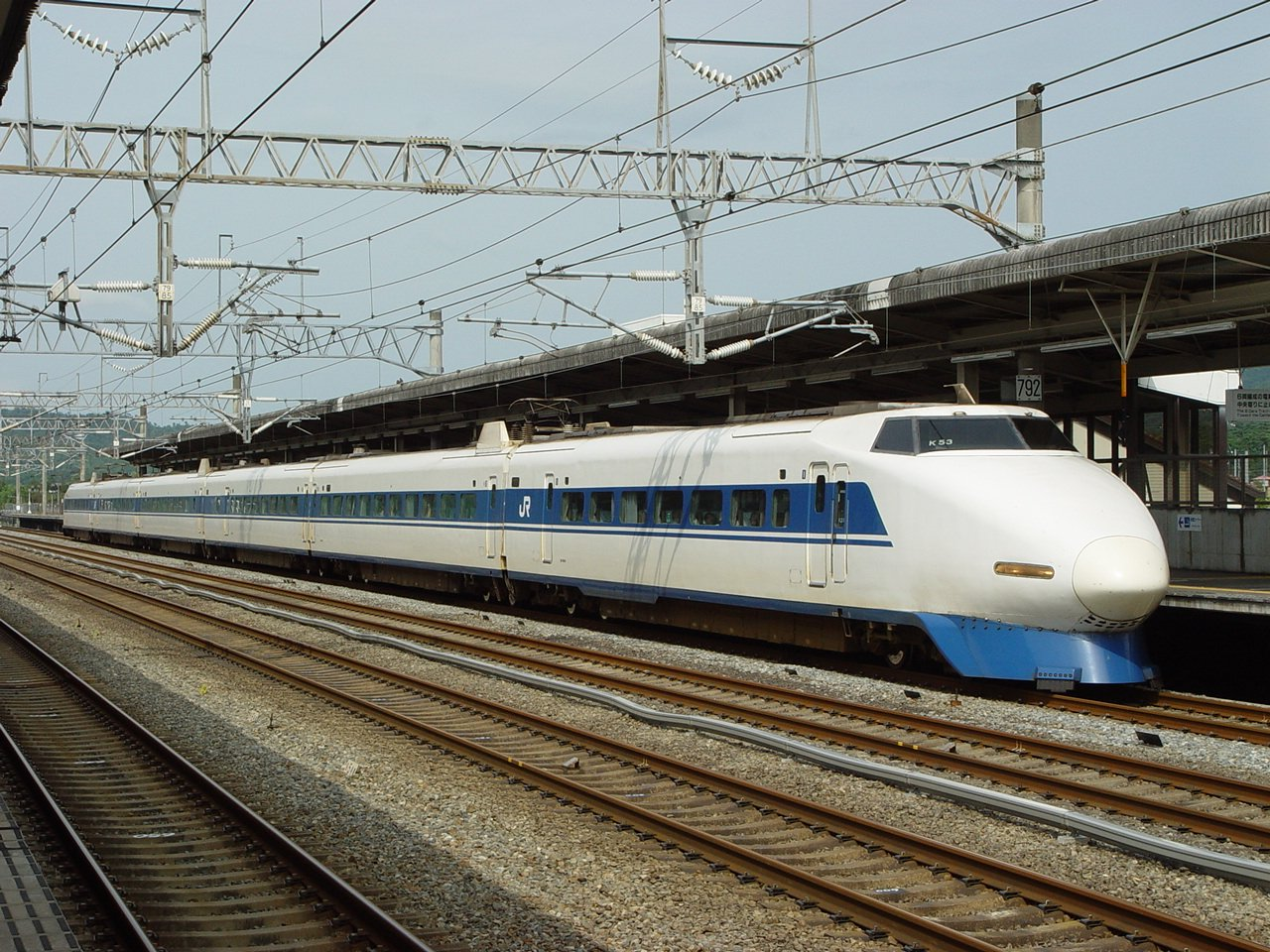
Tren K53 con la librea blanca y azul original en julio de 2003

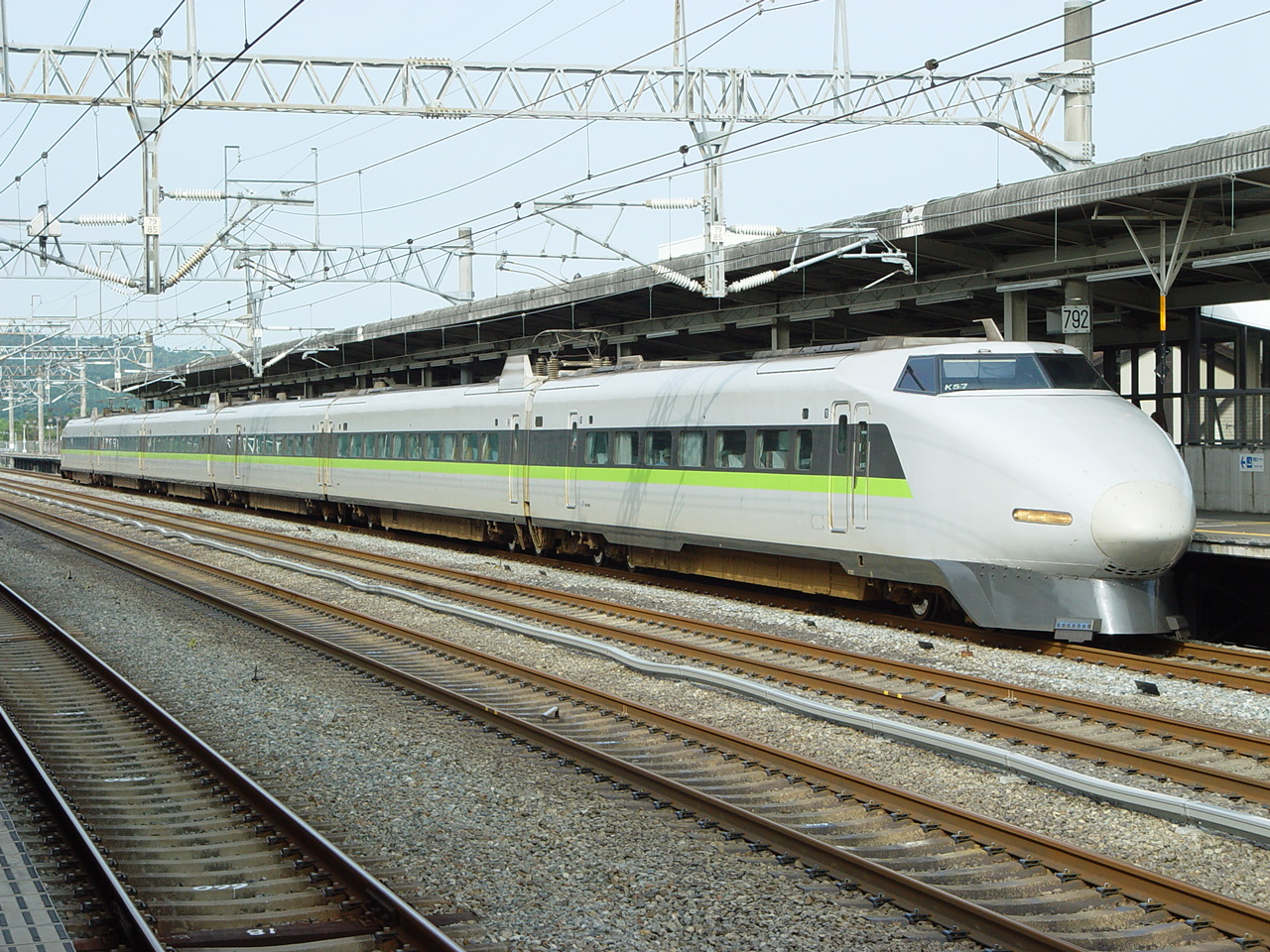
Tren K57 con la librea del JR-Oeste "Kodama" en julio de 2003

El primer juego K de seis coches (K51) se compuso en enero de 2002 para su uso en los servicios Kodama del Sanyo Shinkansen a partir de febrero de 2002. Estos juegos cuentan con asientos en disposición 2+2, utilizando asientos de la antigua Clase Green de coches de la serie 100 retirados del servicio. Los trenes comenzaron a aparecer con la nueva librea del JR-Oeste Kodama a partir de agosto de 2002, con los diez juegos (numerados del K51 al K60) tratados de manera similar en agosto de 2004.
Tres juegos K se devolvieron a la librea blanca/azul original a partir de julio de 2010. El primer tren tratado, el K53, se devolvió al tráfico el 14 de julio de 2010.
Estos equipos fueron retirados del servicio el 16 de marzo de 2012.

#### Composiciones
| Coche No.            | 1        | 2        | 3        | 4        | 5        | 6        |
| -------------------- | -------- | -------- | -------- | -------- | -------- | -------- |
| Denominación         | Mc       | M'       | M7       | M'       | M7       | M'c      |
| Numeración           | 121-5000 | 126-3000 | 125-3700 | 126-3200 | 125-3000 | 122-5000 |
| Capacidad (asientos) | 52       | 80       | 58       | 72       | 72       | 60       |

Los coches 2 y 6 estaban equipados con pantógrafos de cruceta.

## Unidades conservadas
- 123-1 (conjunto X2) y 168-9001 (conjunto X1) en el SCMaglev y Parque del Ferrocarril en la Prefectura de Aichi desde marzo de 2011.[13]
- 122-5003 (del conjunto K54, anteriormente 122-3003 del conjunto V3) conservado en Museo del Ferrocarril de Kioto, que se abrió en abril de 2016.[14]

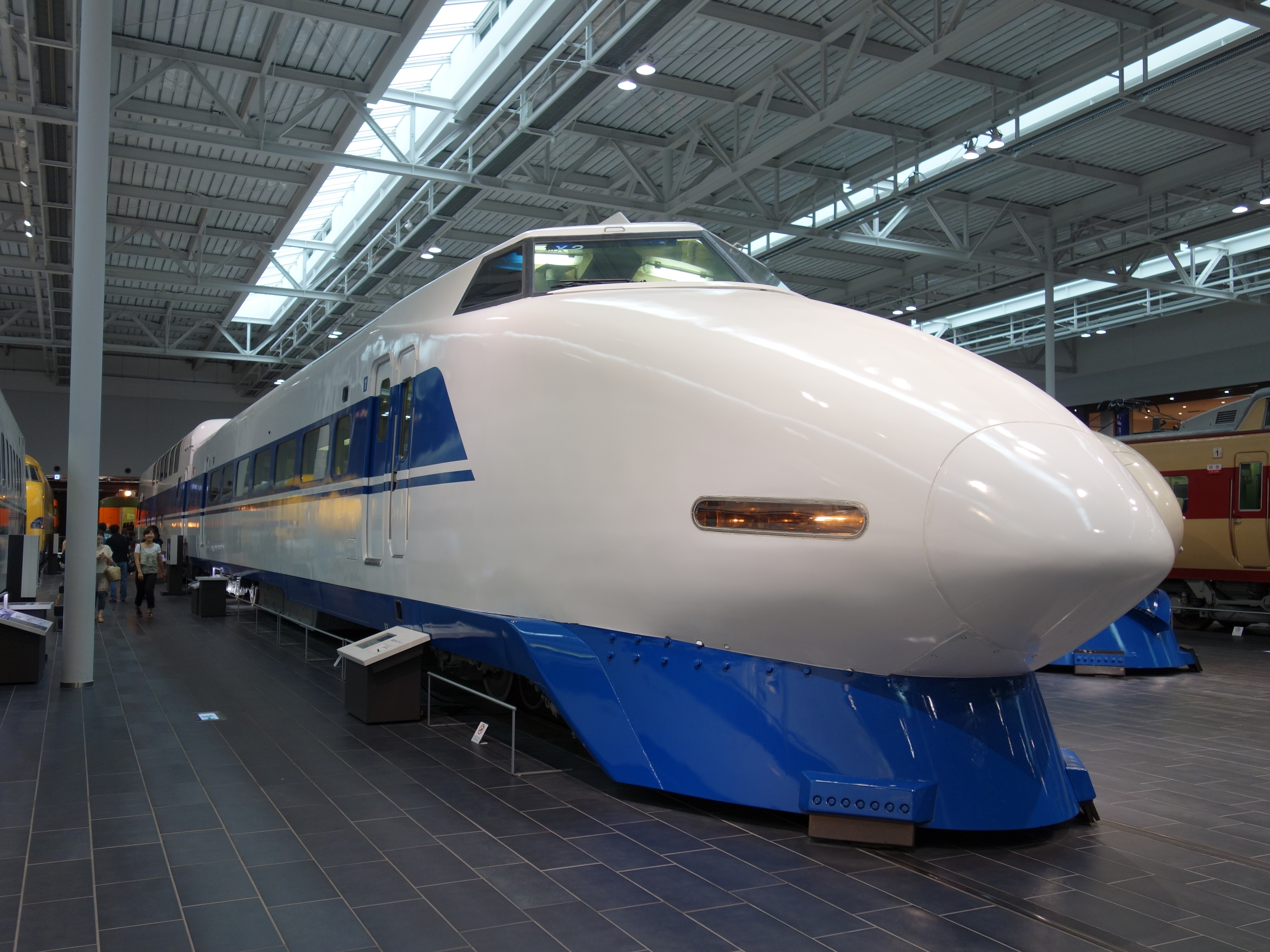
Coche 123-1 (de la composición X2) conservado en el SCMaglev y Parque del Ferrocarril en julio de 2012
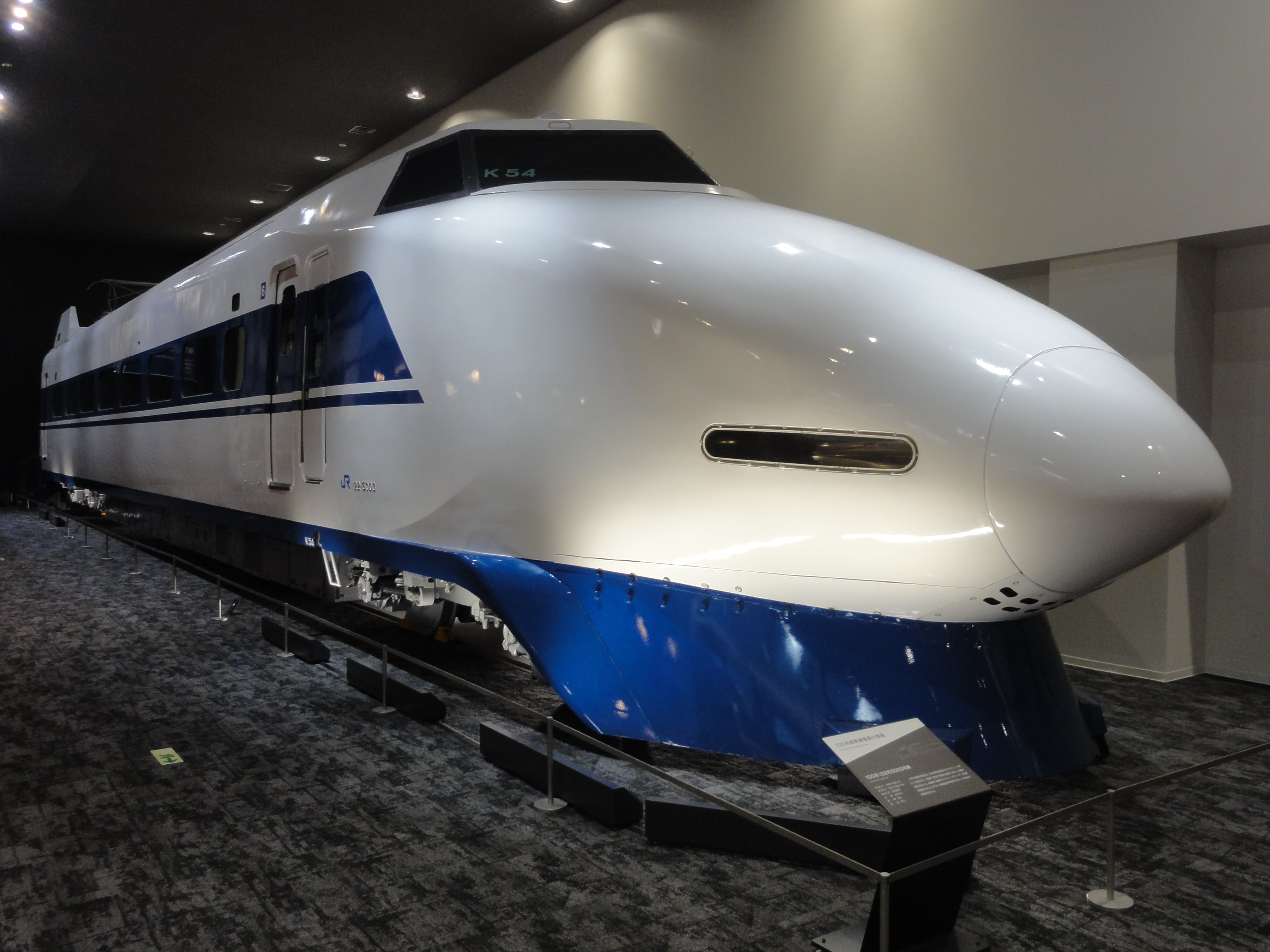
Coche 122-5003 (de la composición K54) conservado en el Museo del Ferrocarril de Kioto en mayo de 2016
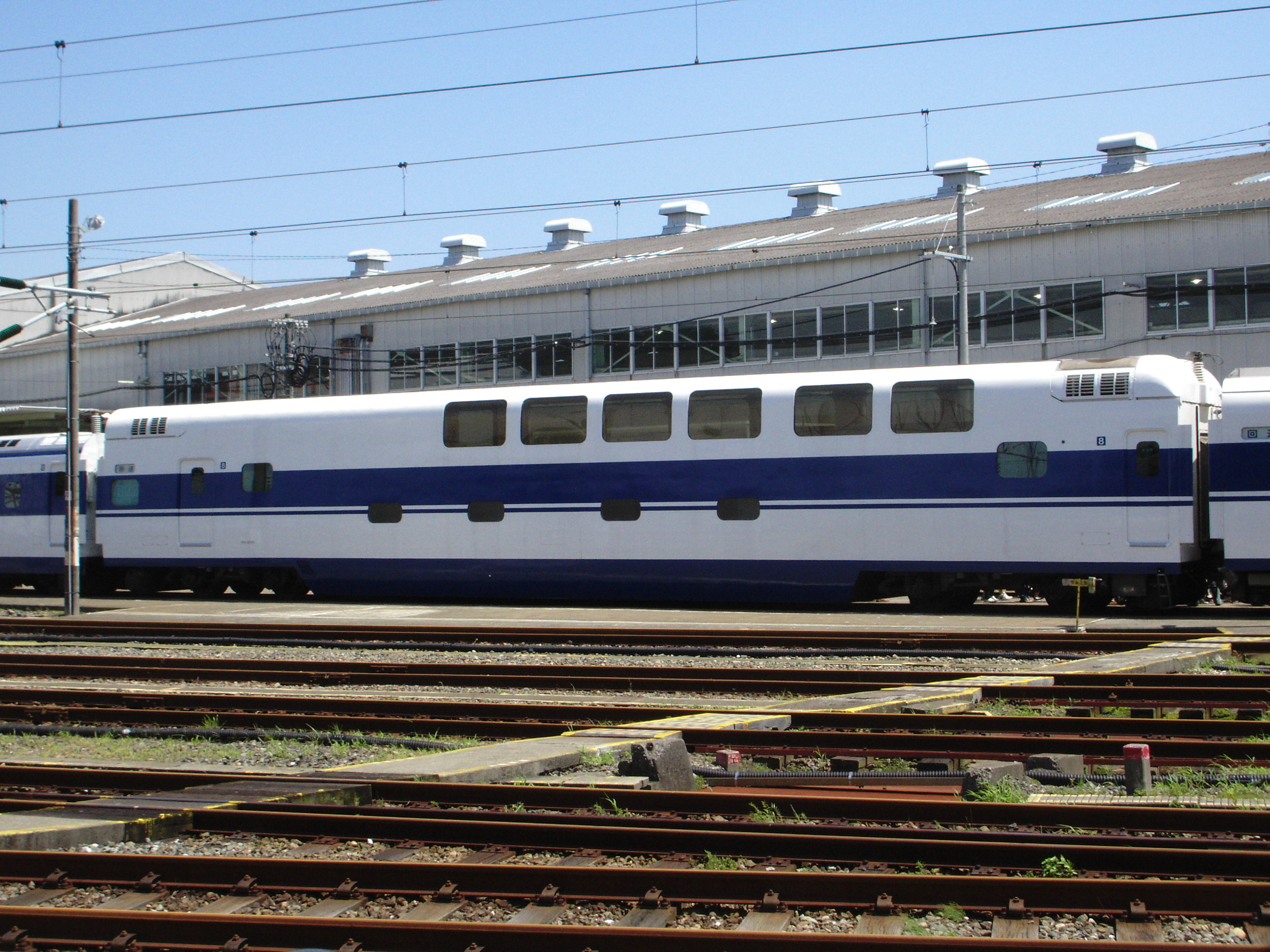
Coche restaurante de dos niveles 168-9001 (de la composición X1) conservado en los Talleres de Hamamatsu en julio de 2007

## Lectura adicional
- Semmens, Peter (1997). High Speed in Japan: Shinkansen – The World's Busiest High-speed Railway. Sheffield, UK: Platform 5 Publishing. ISBN 1-872524-88-5.